# Голуб Марина Григорівна
Мари́на Григо́рівна Го́луб (рос. Марина Григорьевна Голуб; нар. 8 грудня 1957, Москва — пом. 9 жовтня 2012, Москва) — російська акторка театру та кіно, телеведуча, Заслужений артист Росії (1995 рік).

## Життєпис
Марина Голуб народилася 8 грудня 1957 року в Москві. Її прийомний батько Григорій Юхимович Голуб (1923-2014), полковник ГРУ, у минулому військовий розвідник, служив консулом в Фінляндії, потім працював директором меблевого магазину, у московському управлінні культури та в московському райкомі КПРС. Мати — акторка Людмила Голуб, грала у театрі ім. Н. В. Гоголя, потім працювала акторкою в Москонцерті. Дід Марини —Юхим Самійлович Голуб, був наркомом фінансів Української РСР (репресований у 1937 році). 
Закінчила середню школу № 33 м. Москви (1965–1975). 1979 року закінчила Школу-студію МХАТ (курс Віктора Монюкова). У 1979–1981 роках Марина Голуб працювала в Москонцерті, потім з 1981 по 1987 рік — у Театрі мініатюр Аркадія Райкіна, 1987 року перейшла в трупу Московського театру «Шалом». 2002 року почала працювати в Московському художньому театрі ім. А. П. Чехова.
Марина Голуб вела програми «Ех, Семенівно!», «Ранкова пошта», «Добрий ранок». З 2010 року була ведучою програми «Дівчата» на каналі «Росія-1».
Загинула в Москві 10 жовтня о 00.05 за московським часом (23:05 за Києвом) 2012 року в результаті ДТП.
13 жовтня 2012 року відбулась громадська панахида. Відспівали Марину Голуб у храмі Воскресіння Словущого на Успенському Вражку, після чого відбулася кремація. Прах актриси похований на Троєкуровському цвинтарі 18 жовтня.

## Сімейне життя
Була тричі одружена. Від першого шлюбу має дорослу доньку Анастасію. З останнім чоловіком, актором Анатолієм Білим, також розлучилася, проживши у шлюбі 15 років.

## Творчість
Крім роботи в театрі, Марина Голуб знялася в понад 50-ти художніх фільмах і телесеріалах. Останніми роботами стали ролі у фільмах «П'ять наречених» (2011), «Мами» (2012).

### Фільмографія
- 1980 «Про бідного гусара замовте слово» — епізод
- 1987 «Будинок з привидами» — Кіра Вікторівна, класна керівниця 2 «Б»
- 1990 «Невідомі сторінки з життя розвідника» — Тереза
- 1995 «Ширлі-мирлі» — директор філармонії
- 1996 «Королі російського розшуку» — мадам Свистунова, господиня борделю
- 1999 «Шанувальник» — Валентина, листоноша
- 2000 «Весілля» — директор магазину
- 2000 «Маросейка, 12» — Клава
- 2001 «Ростов-тато» — Валя
- 2001 «П'ятий кут» — Тетяна
- 2001 «Клітка» — Галина
- 2001 «Російський водевіль» — Клучкіна, бабуся
- 2001 «На розі біля Патріарших-2» — Люсьєн Альбертівна
- 2002 «Щоденник вбивці» — Пані Лазурська
- 2002 «У русі» — працівниця архіву
- 2002 «FM і хлопці» — Марина Александрова
- 2002 «Дронго» — Ніна Іванівна
- 2003 «У червні 41-го» — тітка Хава
- 2003 «Спас під березами» — Людмила, дружина сантехніка
- 2003 «Пан або пропав» — польська глядачка в театрі
- 2003 «Задумав я втечу» — мати Каті
- 2004 «Водій для Віри» — Зінаїда
- 2004 «Вузький міст» — Лєра
- 2004 «Проти течії» — Настя
- 2005 «Діаманти для Джульєтт»и — працівниця Деза
- 2005 «Бідні родичі» — Белла
- 2005 «Золоті хлопці» — Недда Петрівна
- 2006 «Московська історія» — баба Маня
- 2006 «Ситуація 202» — генеральний директор
- 2006 «Таксі для ангела» — Аглая Кануннікова, письменниця, авторка детективів
- 2006 «Зображуючи жертву» — мати Валі
- 2006 «Андерсен. Життя без кохання» — господиня борделю
- 2007 «Янгол-охоронець» — Евеліна Львівна, господиня готелю, тітка Віри
- 2007 «Служба довіри» — Клавдія Дмитрівна Тюріна
- 2007 «Відкрийте, Дід Мороз!» — Марина Огурцова
- 2007 «Кука» — Клава
- 2007 «Іван Подушкін. Джентльмен розшуку-2» — Лариса
- 2008-2009 «Обручка» — Клара
- 2009 «Лід у кавовій гущі» — Майя Павлівна
- 2010 «Зайцев, пали! Історія шоумена» — Надія Леонідівна, дружина Яковлєва
- 2011 «Відкрийте, це я» — мати Гаріка
- 2011 «П'ять наречених» — комендантка, майорка Галина Нікішина
- 2012 «Мами» — Наташа
- 2012 «Атомний Іван» — сусідка
- 2012 «Петрович» — Маргарита Флягіна
- 2012 «Крила» — баба Агата
- 2012 «Повія»
- 2013 «Друзі друзів» — Люба

## Нагороди
- Заслужений артист Росії (28 грудня 1995 рік) — «за заслуги в галузі мистецтва»[2].
- Орден Дружби (2008 рік) — «за великі заслуги у розвитку вітчизняної культури та мистецтва, багаторічну плідну діяльність»[10].